# Dr. McCoy unter Anklage
Dr. McCoy unter Anklage (Originaltitel: Albatross) ist die vierte Episode der zweiten Staffel der Science-Fiction-Zeichentrickserie Die Enterprise. Sie wurde in englischer Sprache erstmals am 28. September 1974 bei NBC ausgestrahlt. In Deutschland wurde sie bei der Erstausstrahlung der Serie 1976 im ZDF ausgelassen. Eine deutsche Synchronfassung erschien erstmals 1994 auf VHS. Die erste Fernsehausstrahlung erfolgte am 6. Oktober 2016 auf Tele 5.

## Handlung
Im Jahr 2270 bei Sternzeit 5275.6 hat die Enterprise einen Auftrag zur Lieferung von medizinischem Material auf den Planeten Dramia abgeschlossen. Als Captain Kirk sich mit seinem Außenteam bereits verabschieden will, überreicht ihm der dramianische Commander Demos überraschend einen Haftbefehl für Schiffsarzt McCoy. Dieser wird beschuldigt, vor 19 Jahren auf dem Nachbarplaneten Dramia II eine Seuche verursacht zu haben, an der hunderte starben. Der Planet ist seitdem entvölkert. McCoy leitete damals ein Impfprogramm, das die Dramianer für die Ursache der Seuche halten. Kirk weist diese Anschuldigung zurück, doch McCoy ist bereit, sich einem Prozess zu stellen, um zu klären, ob er vielleicht unbeabsichtigt die Krankheit verursacht hat.
Kirk kehrt ohne McCoy auf die Enterprise zurück. Dort sammelt sein erster Offizier Spock Informationen über die Seuche. Es handelte sich um eine Krankheit, die zu einer Verfärbung der Haut sowie zur Entkräftung der Erkrankten führt, was schließlich mit deren Tod endet. Kirk lässt Kurs auf Dramia II setzen, um dort weitere Ermittlungen anzustellen. Demos bekommt das mit und folgt der Enterprise in einem Shuttle. Er landet im Hangar der Enterprise, dessen Tore Kirk absichtlich offen gelassen hat. Demos verlangt von Kirk die Einstellung der Ermittlungen, doch Kirk behandelt ihn als blinden Passagier und lässt ihn in Gewahrsam nehmen.
Als sich die Enterprise Dramia II nähert, durchquert sie eine seltsame Leuchterscheinung und es wird eine starke, aber nicht tödliche Strahlung registriert. Kirk und Spock beamen mit Demos auf die Oberfläche des Planeten. Die Welt liegt in Trümmern. Plötzlich taucht ein Einheimischer auf, der beim Anblick des Außenteams aber erschrocken davonläuft. Demos erklärt, dass tatsächliche alle Einwohner gestorben sind. Bei Leuten wie dem eben gesehenen Mann handelt es sich nach dramianischer Auffassung um „lebende Tote“. Damit sind Personen gemeint, die aus Trauer um ihre verstorbenen Angehörigen nach Dramia II zurückgekehrt sind.
Kirk, Spock und Demos verfolgen den Einheimischen in eine Höhle. Dort werden sie von ihm angegriffen, doch plötzlich taucht ein weiterer Dramianer auf. Er stellt sich als Kol-Tai vor und behauptet, der einzige Überlebende der Seuche zu sein. McCoy hatte ihn vor 19 Jahren gegen einen saurischen Virus behandelt und Kol-Tai glaubt, das habe ihm das Leben gerettet. Zusammen mit ihm kehrt das Außenteam auf die Enterprise zurück und Kirk lässt Kurs zurück nach Dramia setzen, damit Kol-Tai dort als Zeuge aussagen kann.
Die Enterprise durchquert erneut die Leuchterscheinung und kurz darauf verändert sich Kol-Tais Hautfarbe zu einem blassen Blau. Wenig später werden auch Kirk und weitere Besatzungsmitglieder blau. Offensichtlich haben sie sich mit einer Seuche infiziert. Lediglich der Vulkanier Spock scheint immun zu sein. Spock bittet den Präfekten von Dramia darum, dass McCoy zur Behandlung an Bord kommen darf, doch da Demos und Kol-Tai zu krank sind, um Spocks Schilderung zu bestätigen, hält der Präfekt das Ganze für einen Trick und lehnt ab. Spock beamt daher auf den Planeten und befreit McCoy gewaltsam.
Auf dem Schiff suchen Spock und McCoy nun nach einem Heilmittel, doch die Symptome passen zu keiner bekannten Krankheit. Als der immer schwächer werdende Kirk die Idee äußert, dass die Leuchterscheinungen für die Verfärbungen verantwortlich sein könnten, erinnert sich McCoy, dass sie auch vor 19 Jahren schon da waren. Es handelt sich also um die gleiche Seuche und ihre Ursache ist damit geklärt. Als Spock McCoy von Kol-Tai erzählt, wird klar, dass die Antikörper gegen den saurischen Virus der Schlüssel zur Heilung sind. Mit diesem Wissen gelingt es McCoy, alle Infizierten zu heilen. Die Anklage gegen ihn wird fallen gelassen und die Dramianer richten ein Fest für ihn aus.

## Produktion

### Drehbuch
Dr. McCoy unter Anklage war die letzte von lediglich zwei Drehbucharbeiten von Dario Finelli. Zuvor hatte er im Jahr 1970 das Drehbuch für den Exploitationfilm Gelüste der Frauen verfasst. Finelli trat auch nicht anderweitig im Film- und Fernsehgeschäft in Erscheinung.

### Sprecher und Figuren
Die Nebenfiguren Lieutenant Arex und Schwester Christine Chapel treten in dieser Folge zwar auf, haben aber keinen Text.

## Adaptionen
Alan Dean Foster schrieb eine Textfassung von Dr. McCoy unter Anklage, die auf Englisch erstmals 1976 in der Geschichtensammlung Star Trek Log 6 erschien. Die deutsche Übersetzung erschien 1993.